# Линия Хаммерсмит-энд-Сити
Линия Хаммерсмит-энд-Сити (англ. Hammersmith & City Line) — линия лондонского метрополитена, проложенная между станциями Хаммерсмит и Баркинг. Линия обозначена на схеме лондонского метрополитена розовым цветом. Является старейшей подземной железной дорогой в мире, имея в своём составе самый старый в Лондоне подземный железнодорожный перегон между станциями Фаррингдон и Паддингтон, открытый для пассажирского движения 10 января 1863 года. По количеству перевозимых пассажиров линия занимает 10 место среди 11 линий лондонской подземки.

## История
Линия метро Хаммерсмит-энд-Сити до 1988 года входила в состав линии метро Метрополитэн, а с 1988 года работает как отдельная линия, включающая в себя перегоны Хаммерсмит — Бейкер-стрит и Ливерпуль-стрит — Баркинг, не обслуживаемые поездами линии «Метрополитэн». Единственное сходство в том, что на обеих линиях уже эксплуатируются поезда самого нового поколения S.
Название линии берёт своё начало от исторической пятикилометровой железной дороги «Хаммерсмит-энд-Сити» между станциями Хаммерсмит (Гроув-роуд) и Уэстбурн-парк, открытой для пассажиров в 1864 году. Данная дорога была построена компаниями «Метрополитан Рэйлвей» (англ. Metropolitan Railway) и «Грейт Вестерн Рэйлвей» (англ. Great Western Railway) и эксплуатировалась этими двумя компаниями также совместно с 1864 по 1868 год.
Отделение линии «Хаммерсмит-энд-Сити» от линии «Метрополитэн» произошло относительно недавно, поэтому на некоторых станциях до сих пор сохранились указатели, сообщающие о том, что данная станция относится к линии «Метрополитэн».
В 2008 году между станциями Шепердс Буш и Лэтимер-роуд появилась ещё одна станция под названием Вуд-лэйн. Проект станции был выполнен компанией «Иан Ричи аркитектс» (англ. Ian Ritchie Architects), на счету которой уже есть одна станция лондонского метро — Бермондси. Открытие новой станции в следующем году стало первым событием подобного рода на данной линии за последние 70 лет. Станция с названием «Вуд-лэйн» уже существовала в данном районе (тогда она относилась к Центральной линии и была закрыта в 1947 году), а также на линии «Хаммерсмит-энд-Сити», тогда ещё входившей в состав линии «Метрополитэн» (работала с 1908 по 1914 и с 1920 по 1951 годы).
Изменения коснулись и станции Шепердс Буш — она была переименована в Шепердс Буш Маркет (во избежание путаницы со станцией Шепердс Буш Центральной линии).

## Подвижной состав
Поезда серии С, эксплуатирующиеся на линии, — красно-бело-голубой раскраски.
Часть поездов используется также для перевозки пассажиров на линиях Сёркл и Дистрикт (на участке Уимблдон — Эджвар-роуд).